# Menahem Golan

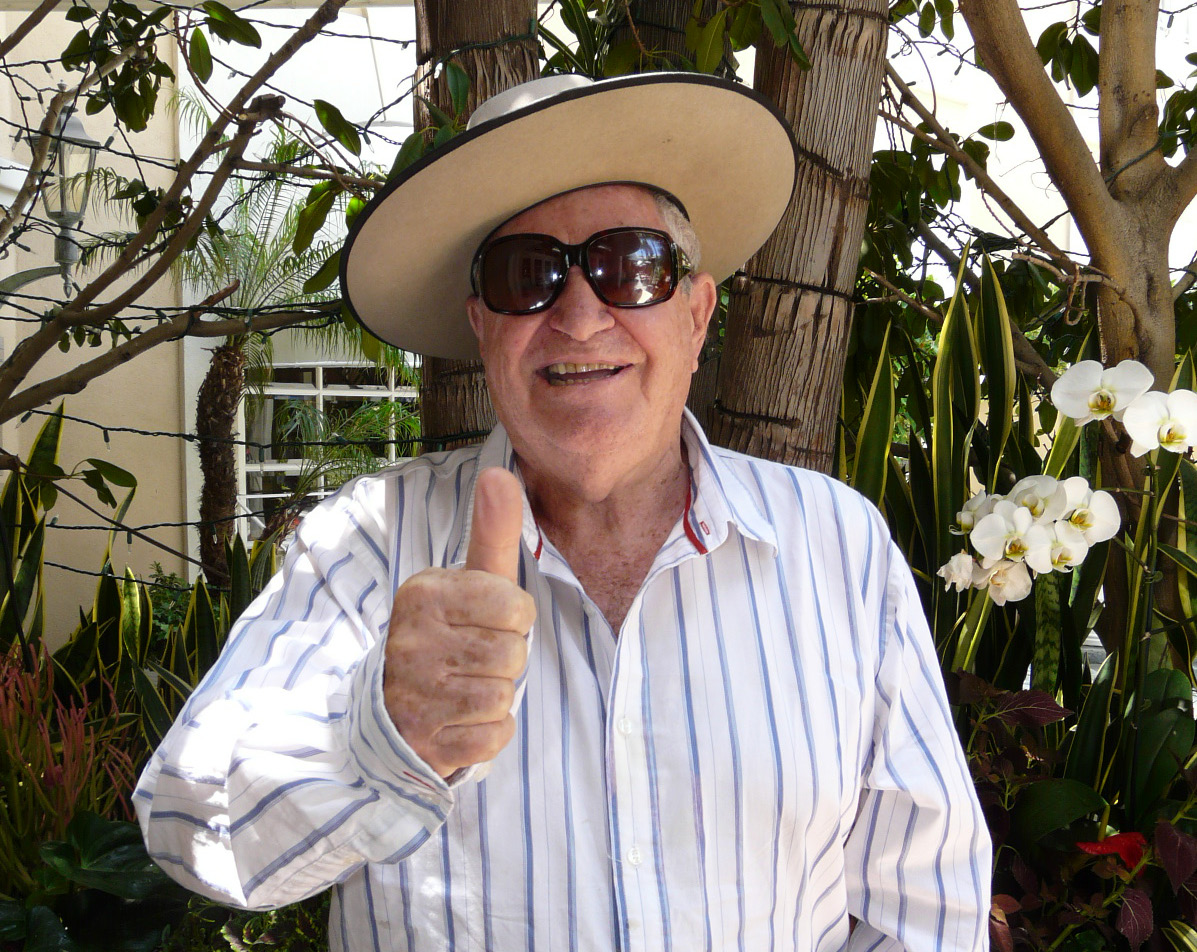
Menahem Golan

Menahem Golan (Hebreeuws: מנחם גולן) (Tiberias, 31 mei 1929 – Jaffa, 8 augustus 2014) was een Israëlische filmregisseur en producent.
Golan produceerde films voor sterren als Sean Connery, Sylvester Stallone, Chuck Norris, Jean-Claude Van Damme, Charles Bronson, Lee Marvin en stond ook een tijdje bekend als producent van verfilmde strips (Masters of the Universe, Superman IV: The Quest for Peace, Captain America), al slaagde hij er echter niet in om Spider-Man naar het witte doekjes te brengen. Hij was mede-eigenaar van Golan-Globus samen met zijn neef Yoram Globus en schreef onder het pseudoniem Joseph Goldman onder meer verscheidene filmscripts. 
Golan produceerde in zijn carrière ongeveer 200 films, regisseerde er 44 en won 8 keer de Violin David Award en de Israel Prize in Cinema.

## Biografie
Menahem Golan werd geboren in Tiberias, later Mandaatgebied Palestina. Hij studeerde regie aan de Old Vic School en de London Academy of Music and Dramatic Art. De opleiding filmmaken genoot hij aan de New York University.
Naast zijn studies diende hij ook als piloot bij de Israëlische luchtmacht tijdens de Israëlische Onafhankelijkheidsoorlog.
Op 8 augustus 2014 overleed Menahem Golan op 85-jarige leeftijd tijdens een bezoek aan Jaffa. Golan was getrouwd en had 3 kinderen.

## Regie en filmcarrière
Menahem Golan begon als leerling bij Habima Theater in Tel Aviv. Na afronding van zijn theateropleiding zorgde hij onder meer voor de aankleding van toneelstukken in Israël. Golan werkte ook als assistent voor Roger Corman, hierdoor kon hij ervaring verwerven in het maken van een film.
Als regisseur is Golan waarschijnlijk het meest bekend om zijn film Operation Thunderbolt (Mivtsa Yonatan, 1977), over de Israëlische aanval op de luchthaven van Entebbe in Oeganda. Hij produceerde ook de film Eskimo Limon (Lemon Popsicle, 1978) en een Amerikaanse remake genaamd The Last American Virgin.
Golan's productiebedrijf, The Cannon Group, produceerde een lange lijn van films tijdens de jaren 1980 en vroege jaren 1990, zoals The Delta Force, Runaway Train en sommige van de Death Wish sequels. In 1986, werd Cannon overgenomen door Pathe Communications. Golan produceerde diverse comic book-stijl films in de tweede helft van de jaren 1980, misschien wel het meest bijzondere Masters of the Universe, gebaseerd op het speelgoed van dezelfde naam en geïnspireerd door de strips van Jack Kirby.
In 1987, faalde Cannon echter met hun UK-gebaseerde productie van Superman IV: The Quest for Peace, wat tot negatieve commentaren leidde bij de fans. In 1989 nam Golan ontslag bij Cannon, waarop The Cannon Group compleet instortte. Onmiddellijk na Cannon 's instorten, werd Golan hoofd van 21st Century Film Corporation en produceerde een aantal middelgrote budget films.

## Filmografie als regisseur

### Periode 1960
- El Dorado (1963)
- Shemona B'Ekevot Ahat (1964)
- Dalia Vehamalahim (1964)
- Fortuna (1966)
- Einer spielt falsch (1966)
- 999 Aliza: The Policeman (1967)
- Tevye and His Seven Daughters (1968)
- What's Good for the Goose (1969)
- Margo Sheli (1969)

### Periode 1970
- Lupo! (1970)
- Attack at Dawn (1970)
- Malkat Hakvish (1971)
- Katz V'Carasso (1971)
- Shod Hatelephonim Hagadol (1972)
- Escape to the Sun (1972)
- Kazablan (1974)
- Lepke (1975)
- Diamonds (1975)
- Operation Thunderbolt (1977)
- The Uranium Conspiracy (1978)
- The Magician of Lublin (1979)

### Periode 1980
- The Apple (1980)
- Enter the Ninja (1981)
- Over the Brooklyn Bridge (1984)
- The Delta Force (1986) met Chuck Norris
- Over the Top (1987)
- Hanna's War (1988)
- Mack the Knife (1989)

### Periode 1990
- Zebrácká opera (1991)
- Hit the Dutchman (1992)
- Silent Victim (1993)
- Deadly Heroes (1993)
- Superbrain (1995)
- Russian Roulette - Moscow 95 (1995)
- Die Tunnelgangster von Berlin (1996)
- 1998 Lima: Breaking the Silence (1998)
- Armstrong (1998)
- The Versace Murder (1998)

### Periode 2000
- Death Game (2001)
- Crime and Punishment (2002)
- Open Heart (2002)
- Final Combat (2003)
- Days of Love (2005)
- A Dangerous Dance (2007)
- Marriage Agreement (2008)

## Onderscheidingen
- 1978: Nominatie voor de Academy Award for Best Foreign Language Film Operation Thunderbolt[3]
- 1984: Nominatie voor de Golden Raspberry Award for Worst Picture Cannonball Run
- 1987: Nominatie voor de Golden Raspberry Award for Worst Picture Tough Guys don't dance
- 1988: Nominatie voor de Golden Raspberry Award for Worst Picture Cobra
- In 1999, kreeg Golan de Israel Prize Award voor zijn bijdrage aan de filmindustrie.[4]
- In 1994 kreeg Golan de Ophir Prijs van de Israëlische Filmschool voor hetgeen hij bereikte in zijn filmcarrière.
- De bioscoop in de Azrieli Center in Tel Aviv (Israël) hebben de naam van het bedrijf (Golan-Globus) in de muur gegraveerd.